# Kim Kyung-ho (calciatore)
Kim Kyung-ho (김경호?; 17 ottobre 1961) è un ex calciatore sudcoreano, di ruolo centrocampista.